# Chalara longipes
Chalara longipes är en svampart som först beskrevs av Preuss, och fick sitt nu gällande namn av Mordecai Cubitt Cooke 1881. Chalara longipes ingår i släktet Chalara, divisionen sporsäcksvampar och riket svampar.   Inga underarter finns listade i Catalogue of Life.